# Elecciones parlamentarias de Letonia de 2006
Las elecciones parlamentarias se celebraron en Letonia el 7 de octubre de 2006. La coalición de gobierno, dirigida por el Primer ministro Aigars Kalvītis y el partido de sus Personas, ganó la elección. Así se convirtió en el primer gobierno en reelegirse en Letonia desde que el país había recuperado independencia en 1991.

## Resultados
| Partido                                          | Votos     | %    | Asientos | +/–   |
| ------------------------------------------------ | --------- | ---- | -------- | ----- |
| Partido Popular                                  | 177,481   | 19.7 | 23       | +3    |
| Unión de Verdes y Labradores                     | 151,595   | 16.8 | 18       | +6    |
| Partido de la Nueva Era                          | 148,602   | 16.5 | 18       | –8    |
| Centro Armonía                                   | 130,887   | 14.5 | 17       | Nuevo |
| El Primer Partido de Letonia/Vía Letona          | 77,869    | 8.6  | 10       | 0     |
| Por la Patria y la Libertad/LNNK                 | 62,989    | 7.0  | 8        | +1    |
| Por los Derechos Humanos en una Letonia Unida    | 54,684    | 6.1  | 6        | –19   |
| Partido Socialdemócrata Obrero Letón             | 31,728    | 3.5  | 0        | 0     |
| Madre Patria                                     | 18,860    | 2.1  | 0        | Nuevo |
| Todo Para Letonia!                               | 13,469    | 1.5  | 0        | Nuevo |
| Nuevos Demócratas                                | 11,505    | 1.3  | 0        | Nuevo |
| Partido de los Pensionistas y Mayores            | 7,175     | 0.8  | 0        | Nuevo |
| Tierra Māra                                      | 4,400     | 0.5  | 0        | 0     |
| Partido Euroescéptico                            | 3,365     | 0.4  | 0        | Nuevo |
| Nuestro Partido de Tierra                        | 2,065     | 0.2  | 0        | Nuevo |
| Partido de la Justicia Social                    | 1,575     | 0.2  | 0        | Nuevo |
| Unión de Poder Nacional                          | 1,172     | 0.1  | 0        | Nuevo |
| Organización de Defensa Política Nacional Letona | 1,130     | 0.1  | 0        | Nuevo |
| Unión de la Patria                               | 1,114     | 0.1  | 0        | Nuevo |
| Votos nulos/en blanco                            | 7,311     | –    | –        | –     |
| Total                                            | 908,976   | 100  | 100      | 0     |
| Votantes registrados/participación               | 1,490,636 | 61.0 | –        | –     |
| Fuente: Nohlen & Stöver                          |           |      |          |       |

## Conducta
La OSCE/ODIHR Misión de Observación de Elección Limitada encontrada que "a pesar del actual naturalization proceso, el hecho que un porcentaje significativo de la población de adulto de Letonia no disfruta votando los derechos representa un continuando déficit democrático". Sus recomendaciones incluyeron:
- Dejando candidatos independientes para estar en elecciones;
- Dando consideración a conceder “no-ciudadanos” de Letonia el correcto de votar en elecciones municipales;
- Dejando instructional materiales, información de votante y otros documentos pertinentes para ser producidos en ambos letones y ruso;
- Aclarando aplicabilidad de la Ley de Financiación del Partido a tercer-actividades de partido en soporte de una campaña electoral o durante el periodo de campaña;
- Considerando rescindiendo restricciones de candidatura basaron en lustration provisiones con anterioridad al próximos Saeima elecciones.[3]

MP Juris Negritaāns, la cabeza anterior de la administración de Kubuli la parroquia eligió de TB/LNNK, estuvo sentenciado por el Latgale Tribunal Regional a 8 encarcelamiento de meses para fraude de elección en octubre de 2007, junto con cuatro miembros del comité de elección local y su hijo. Él también dimitido del partido, pero dijo no sea culpable. Después de una apelación de Intrépidoāns, la frase estuvo reducida a 6 meses, pero la prohibición encima participando en elecciones nacionales y locales para 2 años era upheld. Después de servir su frase,  esté liberado en abril de 2008, después de qué su mandato era dentro de poco restaurado, a pesar de que  ha entregado una apelación de casación al Tribunal Supremo. Negritaāns finalmente perdió su asiento en octubre de 2008, cuándo el Senado del Tribunal Supremo le declaró culpable y le sentenció a un adicional dos meses' encarcelamiento.
Un miembro de "Centro de Armonía", Jurijs Klementjevs y tres empleados de su empresa estuvieron multados para comprar votos por Zemgale Tribunal Regional.
La Prevención de Corrupción y Combatiendo Agencia (KNAB) encontró que el partido de Las Personas, LPP/LC, Centro de Armonía, Era Nueva y UGF había superado gastando límites.

## Consecuencias
La coalición de gobernar del partido de las Personas, la Unión de Verdes y Labradores, el Partido de Era Nuevo y el primer Partido de Letonia/la manera letona recibió soporte fuerte de los votantes, con 69 del 100 MPs. A pesar de que esta coalición podría haber continuado, un nuevo gobernando la coalición estuvo formada por el partido de las Personas, la Unión de Verdes y Labradores, el primer Partido de Letonia/Manera letona y Para Fatherland y Libertad, expulsando el Partido de Era Nuevo de gobierno.